# Pierre Schapira (Mathematiker)

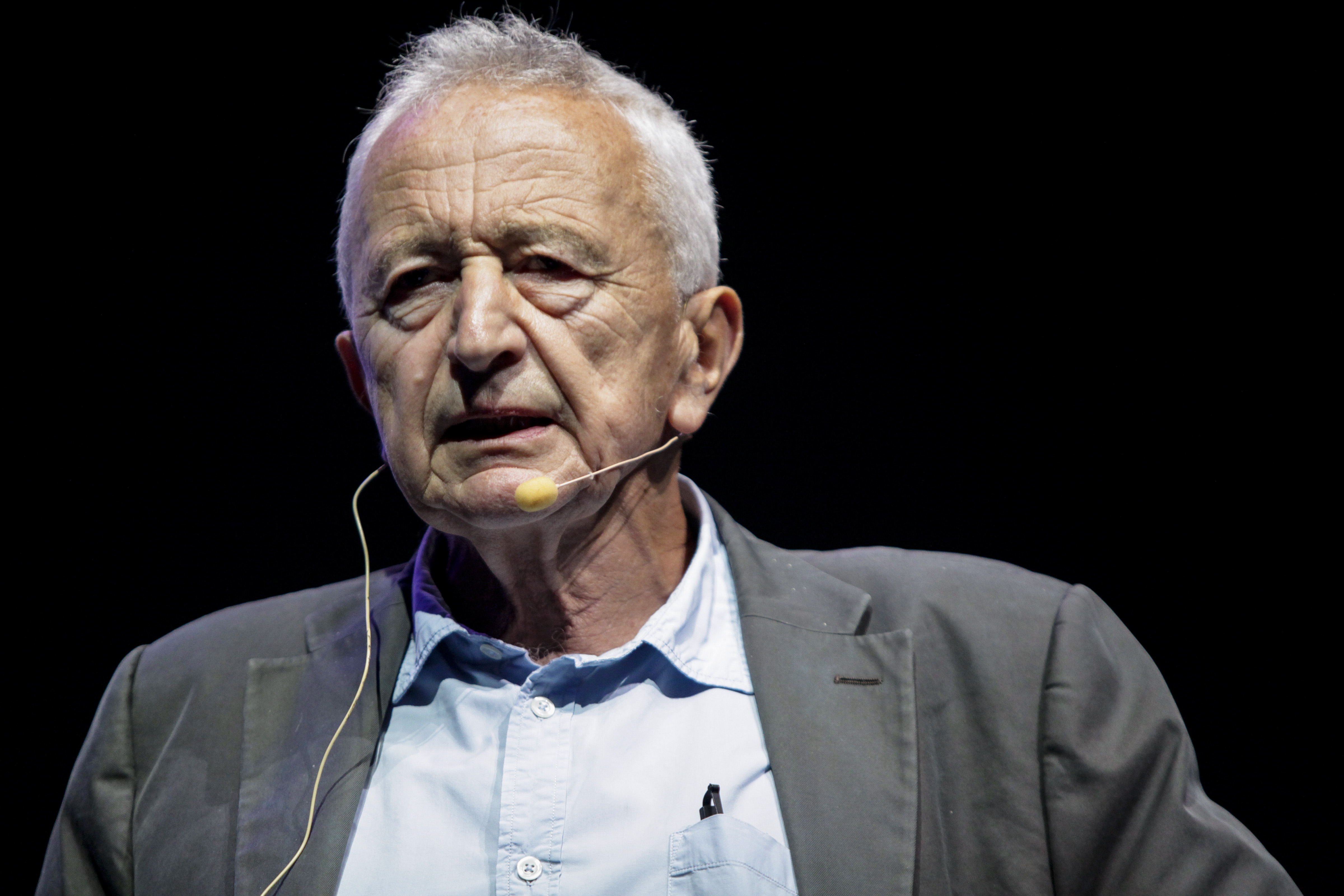
Pierre Schapira auf dem Internationalen Mathematikerkongress 2018

Pierre Schapira (* 28. April 1943) ist ein französischer Mathematiker.
Schapira wurde bei Jacques-Louis Lions in Paris promoviert, mit einer Arbeit, die  schon das in Frankreich um 1965 durch André Martineau bekannt gemachte Konzept der Hyperfunktion von Mikio Satō verwendete. Dies verschaffte ihm eine Einladung 1971 zu Sato nach Kyōto, wo er Masaki Kashiwara traf. Er war in den 1980er Jahren Professor an der Universität Paris XIII und ist seit den 1990er Jahren Professor an der Universität Paris VI.
Er befasst sich mit algebraischer Analysis, speziell der von Sato begründeten mikrolokalen Analysis, die er mit Konzepten der französischen Analytiker-Schule verband (Garben nach Jean Leray und derivierte Kategorien nach Alexander Grothendieck). Dabei arbeitete er eng mit Kashiwara zusammen, den er schon 1971 in Japan traf, der dann 1976/77 in Paris war und mit dem er mehrere Bücher veröffentlichte.
1990 war er Invited Speaker auf dem Internationalen Mathematikerkongress in Kyōto (Sheaf theory for partial differential equations). Er ist Fellow der American Mathematical Society. 2023 erhielt Schapira den Sophie-Germain-Preis.

## Schriften
- Theorie des Hyperfonctions (= Lecture Notes in Mathematics. 126). Springer, Berlin u. a. 1970.
- Microdifferential systems in the complex domain (= Grundlehren der mathematischen Wissenschaften. 269). Springer, Berlin u. a. 1985, ISBN 3-540-13672-X.
- mit Kashiwara: Microlocal study of sheaves (= Asterisque. 128, ISSN 0303-1179). Société Mathématique de France, Paris 1985.
- mit Kashiwara: Sheaves on Manifolds (= Grundlehren der Mathematischen Wissenschaften. 292). With a short History „Les débuts de la théorie des faisceaux“ by Christian Houzel. Springer, Berlin u. a. 1990, ISBN 3-540-51861-4.
- mit Kashiwara: Ind-Sheaves (= Asterisque. 271). Société Mathématique de France, Paris 2001, ISBN 2-85629-099-X.
- mit Kashiwara: Categories and Sheaves (= Grundlehren der Mathematischen Wissenschaften. 332). Springer, Berlin u. a. 2006, ISBN 3-540-27949-0.